# Pelargonium ensatum
Pelargonium ensatum är en näveväxtart som först beskrevs av Carl Peter Thunberg, och fick sitt nu gällande namn av Dc.. Pelargonium ensatum ingår i släktet pelargoner, och familjen näveväxter. Inga underarter finns listade i Catalogue of Life.